# Hippasa affinis
Hippasa affinis là một loài nhện trong họ Lycosidae.
Loài này thuộc chi Hippasa. Hippasa affinis được Roger de Lessert miêu tả năm 1933.